# Чайковка (Прудянский сельсовет, Дергачёвский район)
Ча́йковка (укр. Чайківка), село, 
Прудянский поселковый совет,
Дергачёвский район,
Харьковская область.

## Географическое положение
Село Чайковка находится на правом берегу реки Лопань, выше по течению на расстоянии в 2 км расположено село Макарово (Золочевский район), ниже по течению в 2-х км — село Шаповаловка, на противоположном берегу — село Цуповка.

## История
Присоединено к селу Цуповка в ? году.